# Müden (Mosel)
Pour les articles homonymes, voir Müden.
Müden (Mosel) est une municipalité allemande située dans le land de Rhénanie-Palatinat et l'arrondissement de Cochem-Zell.